# Дзёэй
Дзёэй или Тэйэй (яп. 貞永 дзё:эй, тэйэй) — девиз правления (нэнго) японских императоров Го-Хорикава и Сидзё, использовавшийся с 1232 по 1233 год .

## Продолжительность
Начало и конец эры:
- 2-й день 4-й луны 4-го года Канги (по юлианскому календарю — 23 апреля 1232);
- 15-й день 4-й луны 2-го года Дзёэй (по юлианскому календарю — 25 мая 1233).

## Происхождение
Название нэнго было заимствовано из классического древнекитайского сочинения Книга Перемен:「利在永貞、永長也、貞正也、言能貞正也」.

## События
даты по юлианскому календарю
- 1232 год (2-я луна 1-го года Дзёэй) — Кудзё Ёрицунэ поднялся до 2-го ранга 3-го класса в придворной иерархии[5];
- 1232 год (11-я луна 1-го года Дзёэй) — император Го-Хорикава отрёкся от престола; трон перешёл к его старшему сыну, который через некоторое время воцарился под именем император Сидзё[6];
- 1232 год (1-й год Дзёэй) — Ходзё Ясутоки издал самурайский устав из пятидесяти статей «Дзёэй сикимоку», представлявший собой уложение для решений дел, касающихся самураев[7];
- весна 1233 года (2-й год Дзёэй) — монах Нитирэн поступает в храм Сайтё-дзи на горе Киёсуми для изучения Учения Будды как ученик наставника Додзэн-бо[8].

## Сравнительная таблица
Ниже представлена таблица соответствия японского традиционного и европейского летосчисления. В скобках к номеру года японской эры указано название соответствующего года из 60-летнего цикла китайской системы гань-чжи. Японские месяцы традиционно названы лунами.
| 1-й год Дзёэй (Водяной Дракон) | 1-я луна        | 2-я луна   | 3-я луна* | 4-я луна  | 5-я луна* | 6-я луна  | 7-я луна* | 8-я луна*  | 9-я луна    | 9-я луна* (високосная) | 10-я луна | 11-я луна*    | 12-я луна      |
| ------------------------------ | --------------- | ---------- | --------- | --------- | --------- | --------- | --------- | ---------- | ----------- | ---------------------- | --------- | ------------- | -------------- |
| Юлианский календарь            | 24 января 1232  | 23 февраля | 24 марта  | 22 апреля | 22 мая    | 20 июня   | 20 июля   | 18 августа | 16 сентября | 16 октября             | 14 ноября | 14 декабря    | 12 января 1233 |
| 2-й год Дзёэй (Водяная Змея)   | 1-я луна        | 2-я луна*  | 3-я луна  | 4-я луна  | 5-я луна* | 6-я луна* | 7-я луна  | 8-я луна*  | 9-я луна    | 10-я луна*             | 11-я луна | 12-я луна*    |                |
| Юлианский календарь            | 11 февраля 1233 | 13 марта   | 11 апреля | 11 мая    | 10 июня   | 9 июля    | 7 августа | 6 сентября | 5 октября   | 4 ноября               | 3 декабря | 2 января 1234 |                |

* звёздочкой отмечены короткие месяцы (луны) продолжительностью 29 дней. Остальные месяцы длятся 30 дней.